# بيتر ملك المجر
بيتر أورسيولو أو بيتر الفينسي (المجرية: Velencei Péter؛ 1010 أو 1011 - 1046؛ أو أواخر خمسينيات القرن العاشر)؛ كان ملك المجر منذ 1038 حتى 1041 ثم 1044 حتى 1046.

## السيرة الذاتية
ولد بيتر في 1010 أو 1011 باعتباره ابن أوتو أورسيولو دوغ البندقية وغريميلدا شقيقة إسطفان الأول ملك المجر،في 1026 ثار البنادقة ضد والده ثم خلعوه وفر نحو القسطنطينية مع عائلته،ولكن بيتر بدلاً عن ذلك لجأ إلى بلاط خاله في المجر الذي عينه قائداً للجيش الملكي، ومع وفاة ولي عهد أمريك في 1031 عين الملك إسطفان وريثه متجاهلاً ادعاء ابن عمه فازول الذي كان أقرب أقارب، أصبح فازول كفيفاً بناء على أوامر الملك وحاشيته، ولاحقاً تم طرد أبناؤه من البلاد، مما عزز أحقية بيتر للعرش، طلب الملك من بيتر إداء اليمين للحفاظ على ممتلكات زوجته الملكة جيزيلا.
ومع وفاة خاله الملك ستيفن الأول في عام 1038 اعتلى بيتر العرش، اعتمد على سياسة الخارجية كثير، بحيث نهبت القوات المجرية بافاريا في عامي 1039 و1040، وأيضا في 1040 ساعد دوق بوهيميا ضد الإمبراطور هاينريش الثالث، فضل محاباة حاشيته الأجنبية من الألمان والإيطاليين مما جعله لا يحظى بشعبية بين رعاياه وفضلاً عن ذلك فرض الضرائب واستيلاء على إيرادات الكنيسة، انتهى حكمه بانتفاضة أدت إلى إسقاطه عام 1041، فر بيتر المخلوع أولاً نحو النمسا طالباً النجدة من صهره مارغريف أدالبرت، تمكن من التقرب من الإمبراطور الروماني المقدس الذي بدأ حملته الأولى ضد المجر في أوائل 1042 تقدمت قواته من شمال دانوب حتى نهر جارام خطط الإمبراطور حول إعادته ولكن السكان المحليين عارضوا بشدة، وبناء على ذلك عين الإمبراطور عضو آخر من العائلة المالكة (لم يذكر اسمه) لإدارة الأراضي المحتلة، عاد الإمبراطور مرة أخرى في 1044 ووجه الملك صموئيل أبا في معركة حاسمة التي انتصر فيها الإمبراطور، يُقال بأن الملك صموئيل قتل على يد أنصاره، دخل الإمبراطور هاينريش سيكشفهيرفار وأعاد بيتر إلى منصبه والذي قام بقبول سيادة الإمبراطور خلال فترة حكمه الثانية، ظل لا يحظى بشعبية كبيرة وعلى الفور بدأت المؤامرات حول الإطاحة به، تأمر عليه بعض الأمراء العائلة الحاكمة ولكنه استطاع القبض عليهم وإعدامهم في الأخير، لذلك دعا اللوردات أبناء فازول الكبار والتي أدت إلى انتفاضة وثنية، تُجمع معظم السجلات المجرية على أن بيتر أُعدم بأمر من خليفته أندراس الأول، ولكن تم إشارة من إحدى المؤرخين إلى أنه تزوج حوالي عام 1055 من أرملة دوق بوهيميا مما يشير إلى أنه ربما نجا من المصير المحتوم.